# Acclimatisatie
Acclimatisatie in de bergsport wil zeggen dat men went aan de hoogteverschillen voordat men een berg beklimt. Dit proces is nodig omdat op grotere hoogte de lucht ijler is (minder zuurstof bevat), waardoor het bloed meer moeite moet doen om de aanwezige zuurstof naar de verschillende organen te transporteren.
Door acclimatisatie wordt hoogteziekte beperkt, maar niet weggenomen. Bekende verschijnselen bij hoogteziekte zijn onder andere hoofdpijn, misselijkheid, duizeligheid, slapeloosheid en desoriëntatie.
Acclimatisatie kan ook plaatsvinden door eerst lagere toppen te beklimmen alvorens de hoogste toppen bedwongen worden. Zo wordt in Ecuador bijvoorbeeld vaak eerst de Illiniza beklommen als voorbereiding op hogere vulkanen als de Chimborazo en Cotopaxi.